# Seznam drobné sakrální architektury v Kuklenách
Seznam drobné sakrální architektury v Kuklenách má ve stručnosti podat přehled Božích muk, soch svatých či kapliček, jež jsou umístěny na katastru této městské části.
| Objekt                                   | Vzhled | Umístění                                     | Popis |
| ---------------------------------------- | ------ | -------------------------------------------- | --- |
| Kamenná Boží muka                        |        | Denisovo náměstí                             | Objekt byl postaven 23. listopadu 1705 nákladem královéhradeckého měšťana Jana Víta Bláhy, který původně umístil tuto skulpturu před svou zájezdní hospodou na Bláhovce. |
| Litinový kříž                            |        | Místní hřbitov                               | Kříž s nápisem: „Já jsem vzkříšení a život kdo věří ve mne i kdyby zemřel, bude žít! Jan 11-25“ byl věnován v roce 1838 královéhradeckým kanovníkem Janem Teichlem. |
| Kaplička Nejsvětější Trojice na Bláhovce |        | Křižovatka Kutnohorské ulice a Pražské třídy | Kaplička byla postavena v roce 1840 Kateřinou Kundrtovou. |
| Socha Panny Marie s Jezulátkem           |        | Pardubická ulice při cestě do Plačic         | Toto dílo Ferdinanda Kofránka z Hořic bylo vztyčeno v roce 1855 na vysokém sloupu, a to z popudu manželů Josefa a Terezie Helvichových z Kuklen. Na základním šestihranném sloupu s hlavicí zdobenou vinnými listy a hrozny je vytesaný nápis: „Pomocnice křesťanů, vypros víru, zkaz hříchu zlost. Vypros požehnání, práci poli, pokoj vlasti. Pro čest, chválu Boží.“ |